# Frontul al II-lea Ucrainean
Frontul al II-lea Ucrainean a fost unul dintre fronturile Armatei Roșii (sovietice) în timpul celui de-al doilea război mondial. În acest context, termenul „front” semnifică un grup de armate, nu se referă la frontul propriu-zis de luptă.

## Istoric
Pe 6 aprilie 1943, STAVKA a format un nou Front de rezervă în regiunea Voronej. El era compus din Armata a 2-a de rezervă, Armatele a 24-a, a 46-a, a 47-a, a 53-a, a 66-a de infanterie și Armata a 5-a de tancuri de Gardă și opt corpuri mobile (de tancuri, de tancuri de Gardă și mecanizate). Multe dintre aceste armate au fost redistribuite din cadrul Frontului de Nord-vest, Caucazului de Nord sau din cadrul rezervei Marelui Stat Major.
Pe 13 aprilie 1943, Frontul a fost redenumit ca Districtul Militar al Stepei.
Pe 7 iulie 1943, Districtul Militar al Stepei a fost redenumit Frontul Stepei. Noul Front a incorporat forțe din spatele frontului de pe linia Tula – Eleț – Starîi Oskol – Rossoș (Тула-Елец-Старый Оскол-Россошь). Includea unități care luptaseră și fuseseră retrase pentru refacere din Bătălia de la Stalingrad, Asediul Leningradului și altele. A luat parte la Bătălia de la Kursk sub comanda generalului Ivan Konev.
Pe 20 octombrie 1944, Frontul Stepei a fost redenumit Frontul al II-lea Ucrainean.

## Frontul al II-lea Ucrainean
Frontul al II-lea Ucrainean a participat la toate luptele majore din România, Ungaria și Cehoslovacia.